# 聖ゲオルギオス大聖堂 (コンスタンディヌーポリ)
座標: 北緯41度1分44.73秒 東経28度57分6.56秒 / 北緯41.0290917度 東経28.9518222度

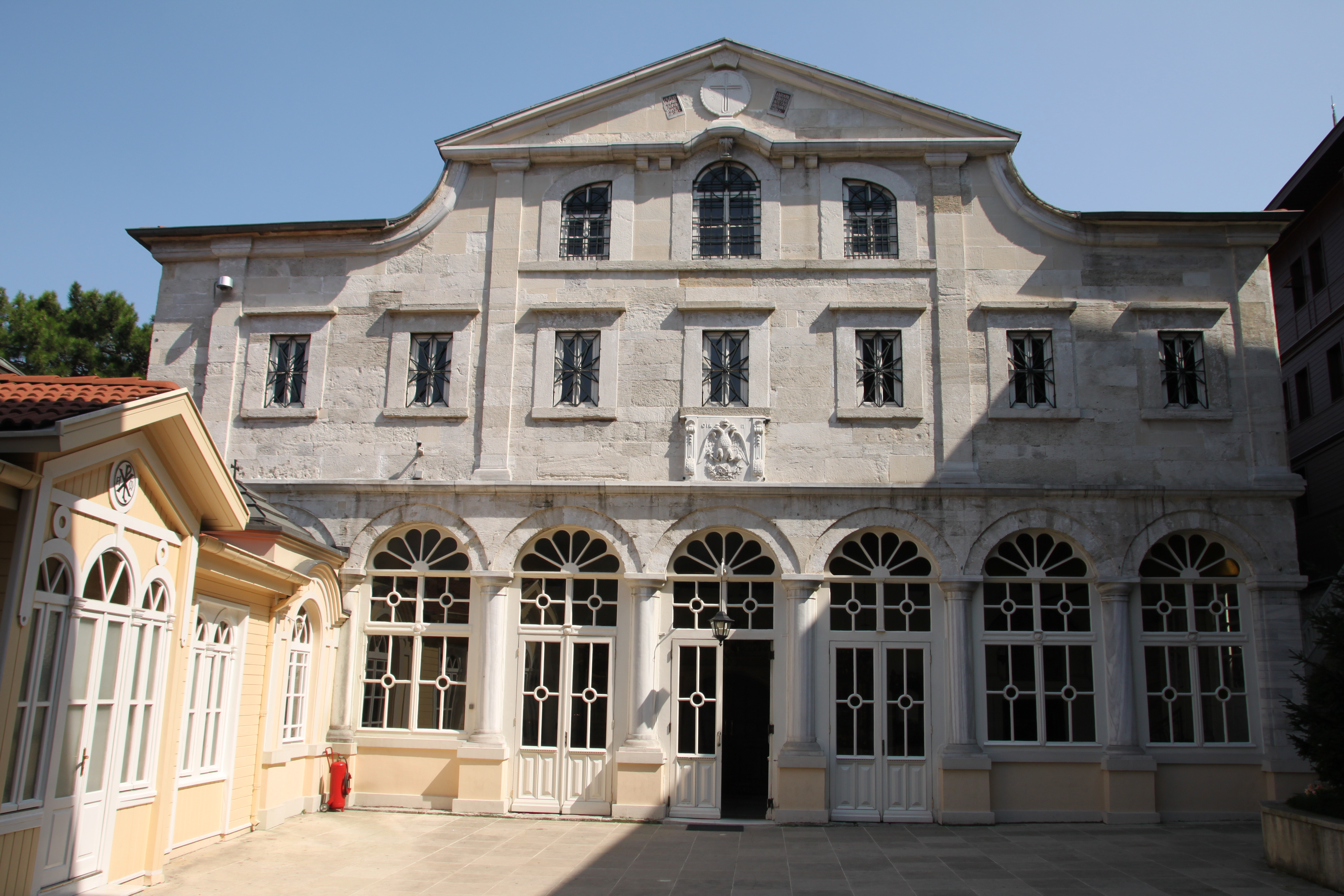
聖ゲオルギオス大聖堂の外観。ファサードは19世紀半ば頃の影響が顕著で、新古典主義の影響により、正教会のビザンティン様式とは異なった見た目が作り出されている。

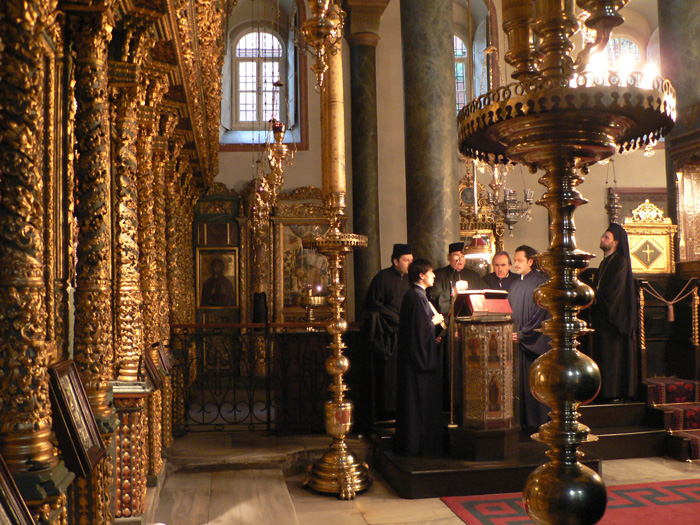
聖ゲオルギオス大聖堂の内部。奉神礼時の光景。右詠隊（正教会の詠隊が左右に分かれる場合の、右側の詠隊を指す語）が歌っている。左側に至聖所のイコノスタシスが写っている。

聖ゲオルギオス大聖堂（せい - だいせいどう、ギリシャ語：Καθεδρικός ναός του Αγίου Γεωργίου, トルコ語：Aya Yorgi, 英語：Cathedral Church of St George）はイスタンブールにある正教会の大聖堂・教会。イスタンブールはトルコ最大の都市であり、1453年まではコンスタンディヌーポリとして東ローマ帝国の首都であった。およそ1600年頃から、この教会はコンスタンディヌーポリ総主教の座所である。コンスタンディヌーポリ総主教はギリシャ正教会の上位総主教であり、全地総主教（コンスタンディヌーポリ総主教の称号）としては全世界の正教会信徒の精神的な指導者と認識されている。
教会はファナリ地区（ギリシャ語：Φανάρι, ラテン文字転写：Fanari・Phanar)に位置している（「ファナリ」の名は「灯台」の語義を持つ）。ファナリ地区はイスタンブールのうち、歴史的に中心的存在であった古いコンスタンディヌーポリ市街の北西に位置している。住所は"Fener Rum Patrikhanesi, Sadrazam Ali Pasa Cadesi, Fener 34220, Istanbul"。世界のキリスト教の中で占めるその地位にしては、比較的小さな教会である。
大聖堂は午前8時半から午後4時まで開かれているが、教会内では厳戒態勢がとられている。ギリシャおよび各正教国から巡礼者が途絶える事無く訪れる。教会の裏側には総主教庁と総主教庁図書館がある。大聖堂は、総主教の座所となる前は男子修道院・女子修道院であったのだが、外見上は印象的ではない。しかしその内装は正教徒に好まれる様式で、華やかに装飾されている。

## 歴史
総主教マタイオス2世 (在位1596-1603) は1600年頃、総主教庁をファナリの旧聖ゲオルギオス女子修道院に移した。コンスタンディヌーポリは1453年からオスマン帝国の支配下にあり、ファナリはその中にあってギリシャ人キリスト教徒の中心地と認められる地域であった。
大聖堂は幾度も再建されてきており、原形は僅かしか残っていない。総主教ティモセオス2世 (在位1612-1620) は大聖堂を1614年に改築し拡張工事を行っている。また総主教カリニコス2世のもとで再び改築された。18世紀初頭（精確な年月については情報源により記述が異なっている）、大聖堂は火災によって大きな損傷を受けた。1720年に、総主教イェレミアス3世 (在位1716-1726, 1732-1733)はアルタの府主教ネオフィトスにこう書き送っている。「至善なる神の憐れみと御心により、支配者達は考えを変え、全地総主教座である我等の聖なる大聖堂をその基礎から再建する事を許可した。神が長寿を彼等に賜わんことを。我々は神の助けにより、建設に着手した。」イェレミアス3世による再建事業は総主教パイシオス2世（1726年から1752年まで断続的に在位）によって継続された。

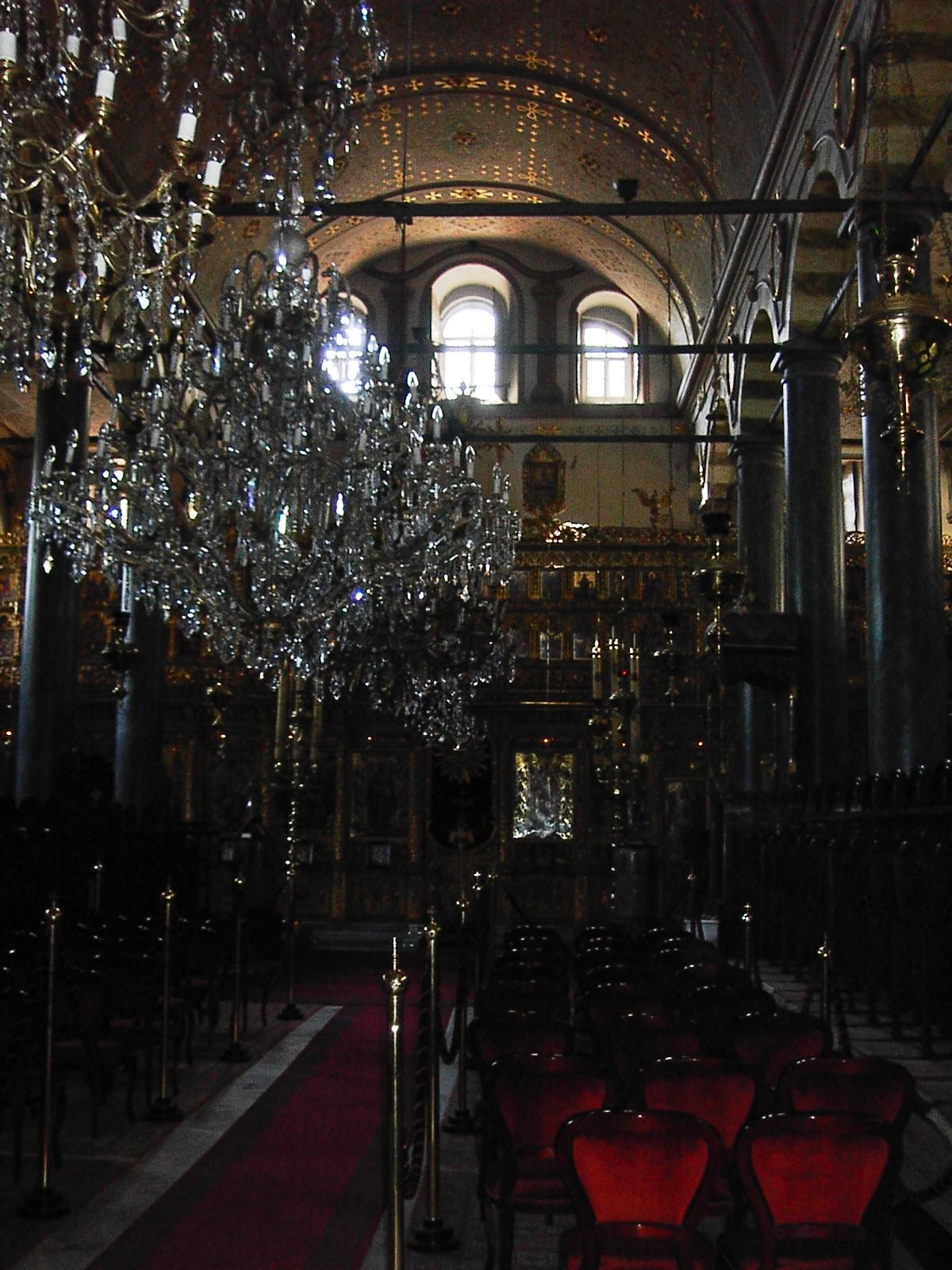
大聖堂内部

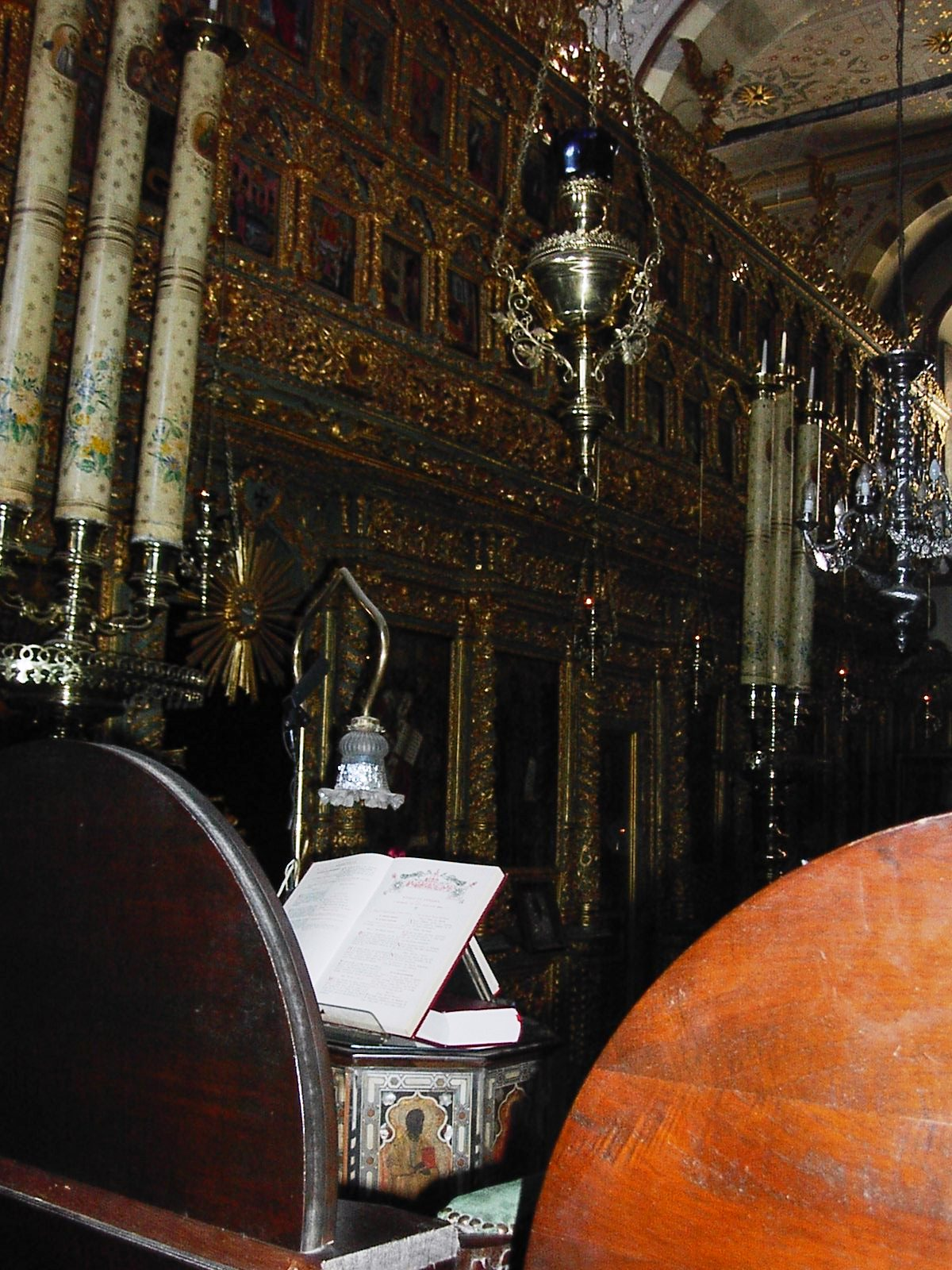
大聖堂内部

1738年にも大きな火災が起こり、その際大聖堂も再び深刻な被害を受けた。ようやく1797年になって総主教グリゴリオス5世により大規模な改修を始める事が可能となった。現在の大聖堂の状態の殆どはこの時の再建に由るものと考えられる。大聖堂は三つの側廊、東面に三つの半円アプス、西側に拝廊を持つバシリカ様式で設計されている。内部は三つの通路と柱廊に分かたれ、黒檀製の座席が柱に沿って設置されている。これらの設計によって、身廊には聖体礼儀に十分なスペースが存在している。至聖所内の宝座の背後には、アプスの壁に半円に沿って高座が設けられており、大主教達のための高座があり、その中央には総主教のために大理石製の高い高座がある。
より大きな大聖堂の改造は総主教グリゴリオス6世 (在位1835-1840) によって行われ、このとき屋根が現在の高さまで上げられた。この時の改造によるとされる新古典主義的な大理石のドアと装飾的なドア枠は、一般的なビザンティン様式で設計される多くの他の正教会とは異なる外観をもたらしている。最後の主要な再建はイオアキム3世 (1878-1912) によって行われた。至聖所を舗装する大理石は交換され、高座は修繕され、教会の所有品は杯や祭服において豊かになった。これらは多くがオスマン帝国外に居住する正教徒からの寄附に拠った。
大聖堂は1941年に再び火災によって損傷を受け、政治的理由により1991年まで完全に修繕される事はなかった。度重なる火災をくぐりぬけて今日まで残った大聖堂教会の最も貴重な物品は、5世紀からの遺物と信じられている総主教座と、幾つかの貴重なモザイクイコン、そして神学者聖グリゴリイと聖金口イオアンの不朽体である。この両聖人の遺骨のうちいくつかは1204年の第四回十字軍によってコンスタンディヌーポリから強奪されていたが、2004年に教皇ヨハネ・パウロ2世により聖ゲオルギオス大聖堂に返還された。
オスマン帝国の没落と、近代のトルコナショナリズムの高揚により、イスタンブール在住の大半のギリシャ人正教徒は移住し、総主教庁は教導する信徒が少なくとも地域的には存在しない変則的な情況に置かれた。こんにち、聖ゲオルギオス大聖堂教会は全地総主教庁の象徴的中央機関として、および正教徒巡礼者達のセンターとしての役割を果たしている。教会は財政的には他国の正教会コミュニティからの寄附で維持されている。
1997年12月3日、爆弾テロが行われ、輔祭一人が負傷し、大聖堂も損傷を被った。これは多くのテロリストが全地総主教庁に対して行っている攻撃の一つであり、近年、イスタンブールにある総主教庁所属の教会とその墓地はトルコ人によって攻撃されている。トルコ政府当局はテロリストを取締る努力を継続して行っている。